# Bienvenue chez les Ch'tis
Bienvenue chez les Ch'tis (internationell, engelskspråkig titel: Welcome to the Sticks; internationell festivaltitel: Welcome to the Land of Schtis) är en fransk film från 2008, i regi av och med ena huvudrollen spelad av Dany Boon.
Filmen är en komedi som spelar på franska – framför allt sydfranska – fördomar om nordöstra Frankrike som kallt, regnigt, allmänt ogästvänligt och bebott av ociviliserade personer. Den sågs av över 20 miljoner franska biobesökare och slog nytt franskt biorekord.

## Handling
Philippe Abrams (spelad av Kad Merad) är chef för postkontoret i Salon-de-Provence, Bouches-du-Rhône i södra Frankrike. För sin fru Julies (Zoé Félix) skull försöker fuska sig till en tjänst i en attraktiv ort på rivieran, men när fusket upptäcks blir han som straff tilldelad ett tvåårskontrakt som postchef i Bergues (flamländska: Sint-Winoksbergen), en liten stad nära Dunkerque i norra Frankrike. När "deportationen" skickar honom norrut, upptäcker han att norr inte syftar på Lyon eller ens Paris utan på något ännu närmare nordpolen.

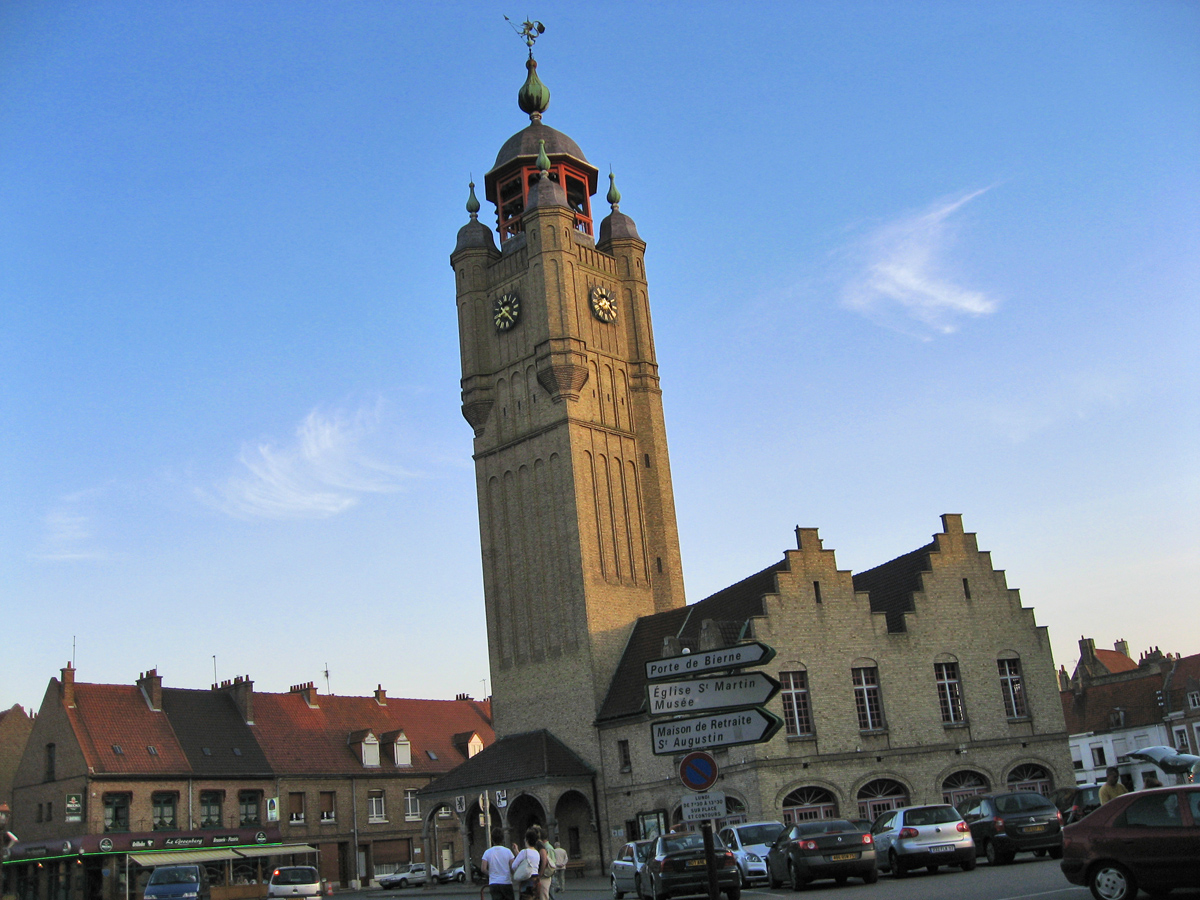
Klocktornet i Bergues, som figurerar flitigt i filmen som miljöbakgrund.

Philippes första kontakt med sin kollega Antoine (Dany Boon) bekräftar hans fördomar om regionen, men han upptäcker sedan till sin förvåning att orten är charmig och bebos av vänliga och godhjärtade innevånare. Philippe stortrivs i Bergues, men eftersom Julie, som är kvar i Sydfrankrike, inte kan tro på detta berättar han istället för henne att livet i norr är miserabelt. Under veckorna som följer inser Abrams att Julie, som lider av depression, faktiskt mår bättre när hon har sin mans fiktiva umbäranden i norr att fokusera på istället för sin vardag.
När Julie efter en tid skall besöka Philippe för att pigga upp honom, uppstår problem. För att inte avslöja hans lögner, går hans vänner går med på att iscensätta den ogästvänliga miljö som han beskrivit för Julie, som de räknar med snabbt ska vänta tillbaka till södern. Bland annat låtsas man att det övergivna gruvområdet är stadens centrum. Julie råkar dock få reda på hur det hela egentligen förhåller sig när hon frågar en äldre man efter vägen.

## Produktion och mottagande
Filmtiteln betyder "välkommen till de ch'ti-talande". Namnet ch'ti syftar på den pikardiska dialekt som talas i Nord-Pas-de-Calais och Picardie i nordöstra Frankrike och som andra fransktalande kan uppfatta som svårbegriplig. Folket som talar dialekten kan även beskrivas som "Ch-timis". Filmen är dedikerad till regissörens mor Daniele.
Filmen spelades in till låg budget (motsvarande 16 miljoner US-dollar) men gjorde mycket stor succé i Frankrike. De första 19 veckorna efter sin premiär sågs filmen av 20,2 miljoner biobesökare, vilket innebar att den slog det tidigare rekordet som hölls av 1966 års Den stora kalabaliken. Filmen gick upp på 793 franska biodukar, och inklusive visningar i utlandet omsatte den på bio motsvarande 247 miljoner US-dollar.
Bienvenue chez les Ch'tis har dock varit svår att marknadsföra utanför det fransktalande området, eftersom en stor del av filmens humor kommer från olika sätt att tala franska och missförstånd som uppstår mellan olika specifikt franska kulturtraditioner (som många utanför Frankrike inte är bekanta med). Förutom Frankrike nådde filmen dock framgångar i Tyskland (2,5 miljoner besökare), Belgien och Schweiz.
Rykten om en uppföljare till succéfilmen har dock dementerats av regissören. Dany Boon tycker inte om uppföljare och jämför sig där med regissören till den tidigare franska rekordfilmen Den stora kalabaliken, Gérard Oury. Boon har senare haft vissa framgångar med andra komedier i samma stil, inklusive 2011 års Rien à déclarer (med fransk-belgiska kulturkrockar) och 2014 års Supercondriaque (där Boon och motspelaren från 2008, Kad Merad, åter spelade mot varandra). Boon, som är född i nordfranska Armentières och är väl bekant med den lokala dialekten, återkommer dock 2018 med sin sjätte långfilm som regissör, komedin La Ch'tite famille.

## I andra medier
2013 publicerades filmen som bok, sammanställd/skriven av Ursula Reitner. Den 158 sidor långa boken innehåller i första hand filmreplikerna.

## Bildgalleri

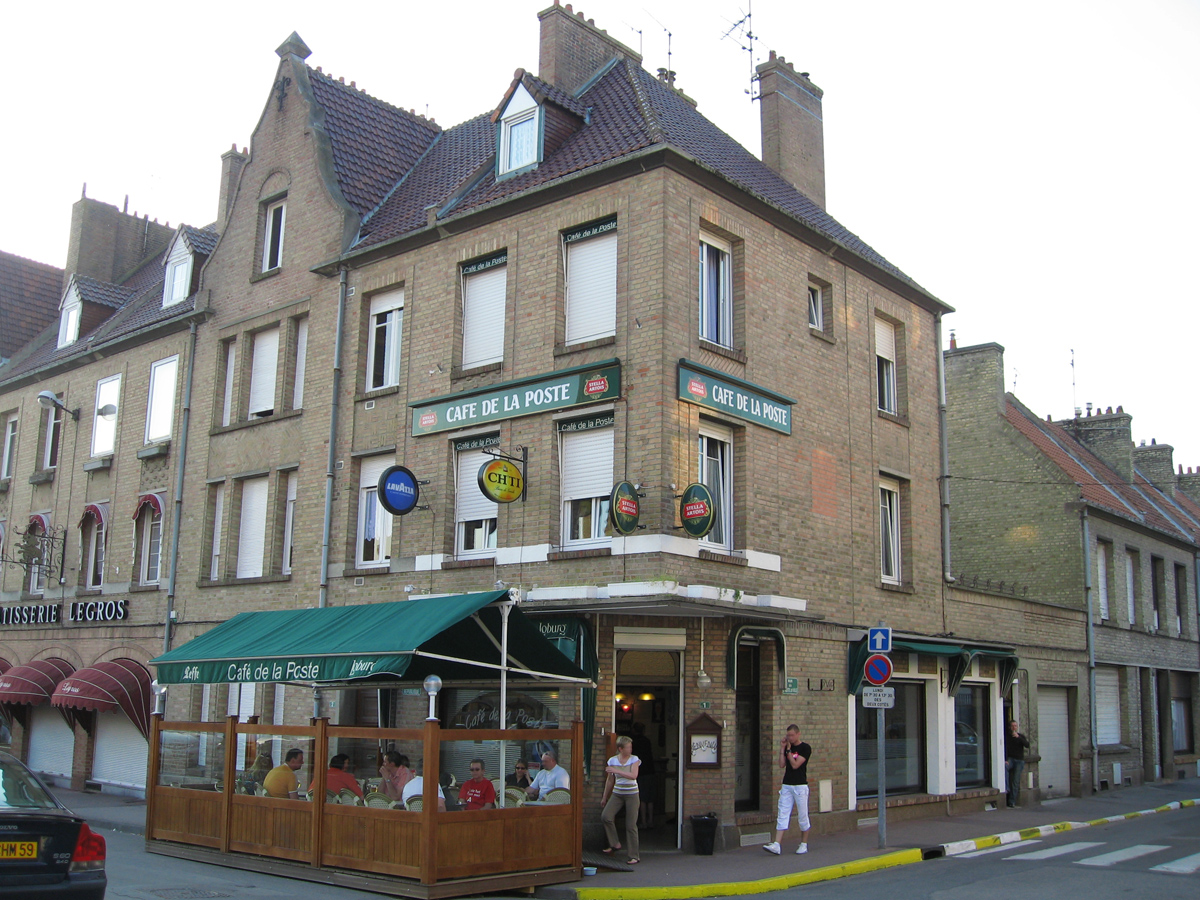
Ett kafé som brevbäraren (spelad av Boon) cyklar in i.
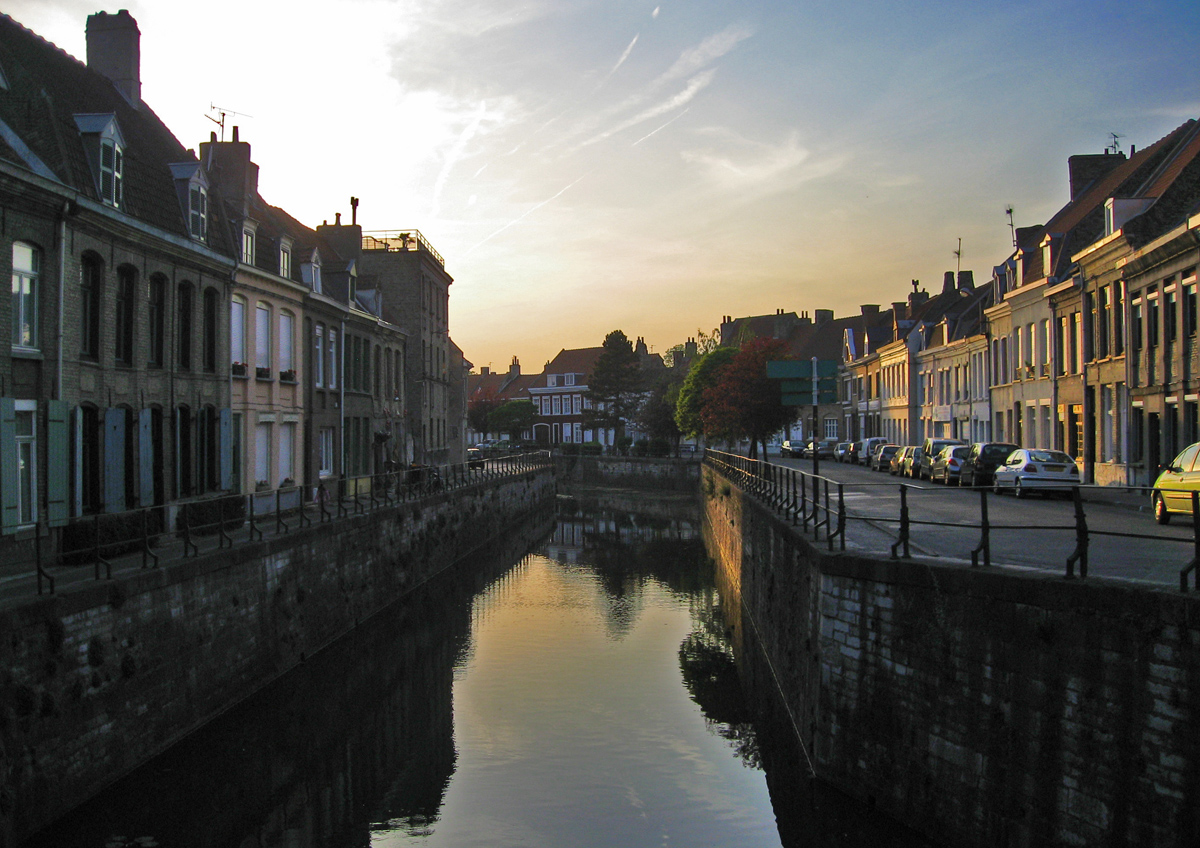
Kanalen i Bergues som de båda huvudpersonerna urinerar ner i.
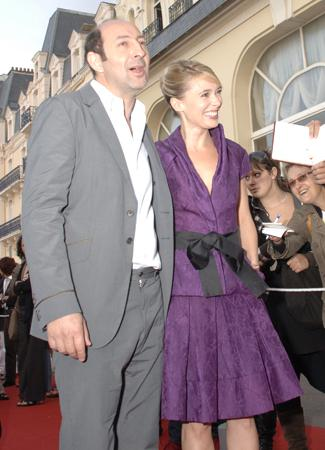
Kad Merad (vänster), Dany Boons motspelare i filmen.
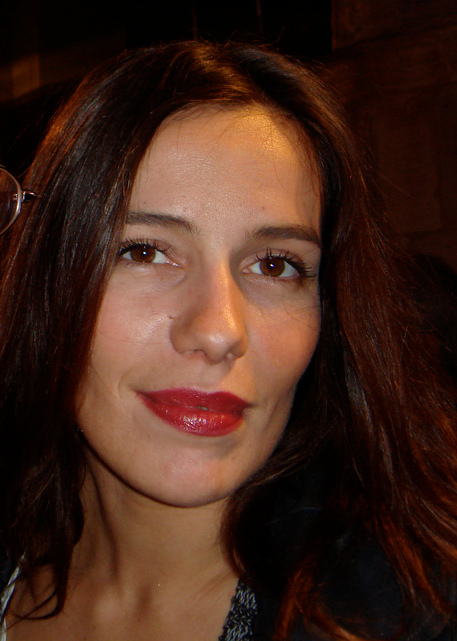
Zoé Felix, som spelar hustru till Kad Merads rollfigur.
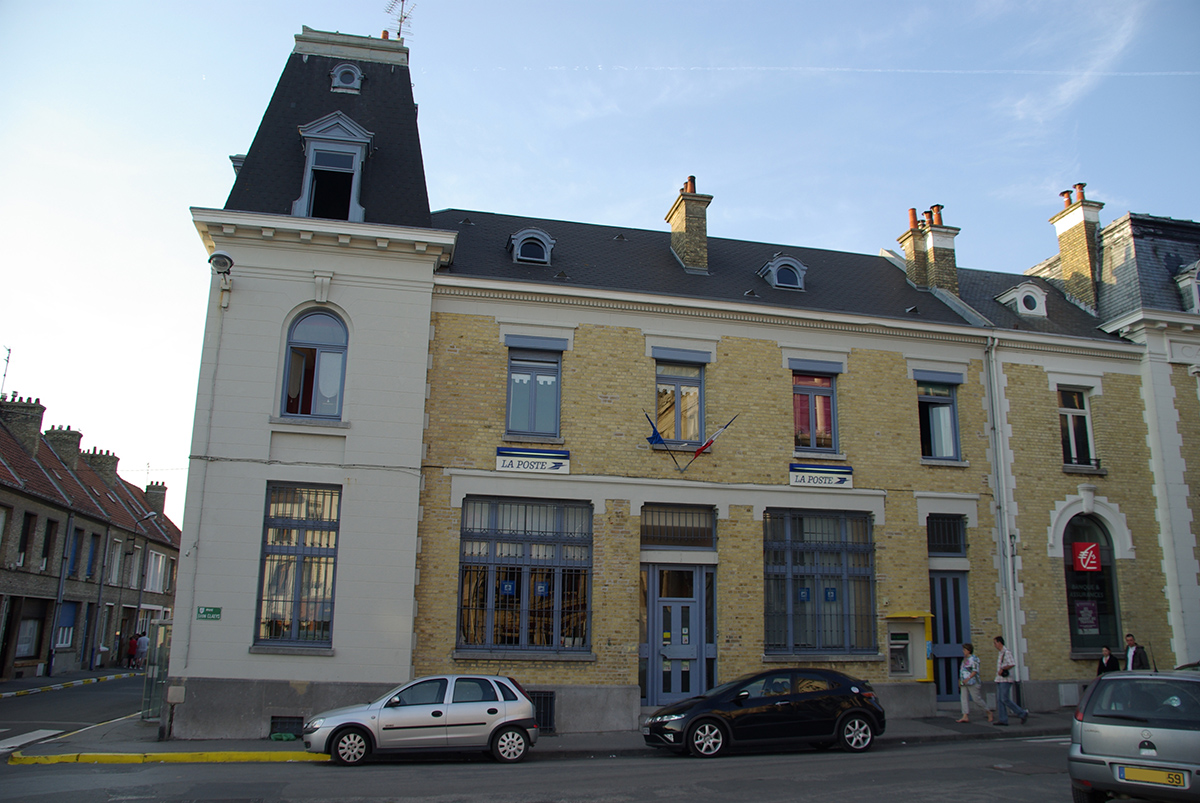
Det verkliga postkontoret i Bergues, som man inte kunde använda för filminspelningen.
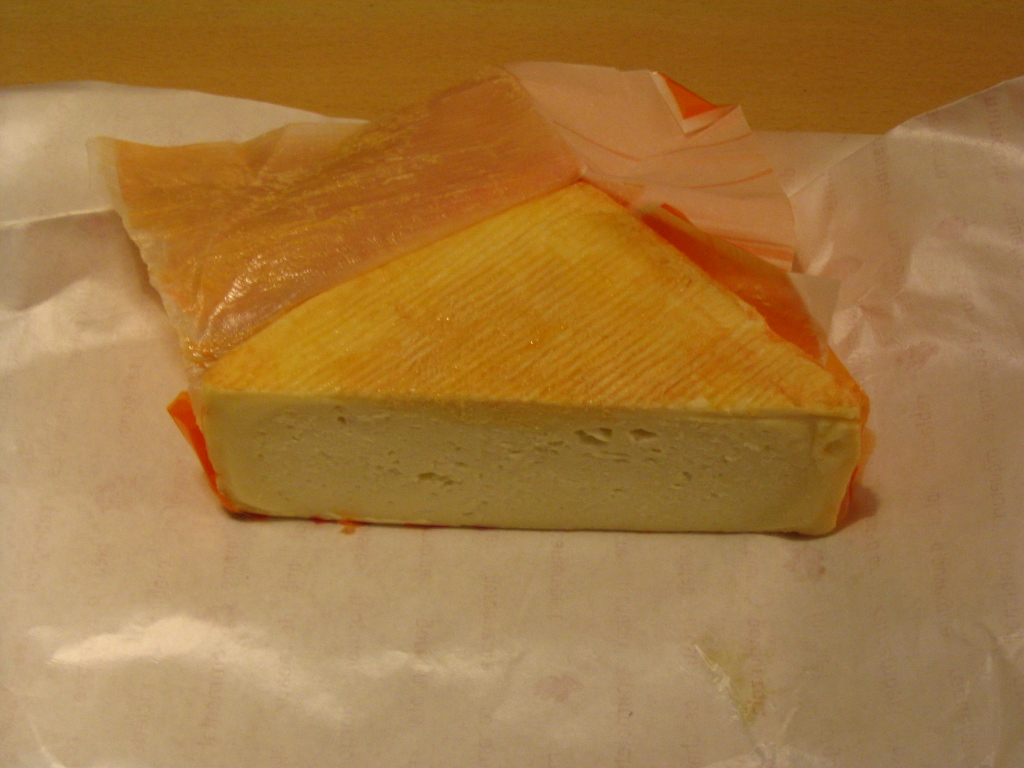
Maroilles-osten, som efter uppmärksamheten i filmen fick ökad försäljning.